# Burg Hocheppan
Die Burg Hocheppan zählt zu den wichtigsten Wehrbauten in Südtirol (Italien). Sie liegt auf dem Gebiet der Fraktion Missian in der Großgemeinde Eppan im Überetsch nahe Bozen.

## Lage
Die Burganlage liegt oberhalb von steilen Felswänden über Missian. Sie gehört zum Typus der Höhenburgen.

## Geschichte
Der Burghügel war bereits in rätischer Zeit besiedelt bzw. befestigt, wie jüngere archäologische Funde verdeutlichen.
Burg Hocheppan wurde nach einer überholten Hypothese um 1125 von Graf Ulrich II. aus dem Haus Eppan als Trutzburg erbaut. Die jüngere kritische Forschung hat hingegen wahrscheinlich gemacht, dass die Burganlage aufgrund ihrer bautypologischen Merkmale (einheitlich errichtete Kernburg mit Randbebauung und fünfeckigem Bergfried, Verwendung von Buckelquadern), aber auch vor dem Hintergrund der urkundlichen Überlieferungslage (Erstnennung 1211: in castro de Epan) erst kurz nach 1200 errichtet worden sein kann, wobei die bereits bestehende Kapelle sekundär in den Bau einbezogen wurde.

Kupferstich von Hocheppan 1828

Der vorherige Sitz der Grafen von Eppan in Dorfnähe von St. Pauls war wegen der Auseinandersetzungen mit den Grafen von Tirol zu unsicher geworden. Vermutlich ist nicht die Altenburg als Vorgängerburg von Hocheppan anzusehen, sondern Burg Freudenstein, die die bautypologischen Erscheinungsformen einer aus dem 12. Jahrhundert stammenden Dynastenburg aufweist (polygonaler Bering, Reste einer romanischen Burgkapelle).
Nachdem die Eppaner 1158 eine päpstliche Gesandtschaft überfallen hatten, wurde eine Eppaner Burg (Freudenstein ?) durch eine Strafexpedition unter Heinrich dem Löwen zerstört, danach aber wieder aufgebaut. 1315 wurde hingegen Hocheppan an die Landesfürsten von Tirol übergeben, die in der Folge verschiedene Familien damit belehnten, unter anderem die Grafen Fuchs von Fuchsberg.
Hocheppan war Sitz eines gleichnamigen Gerichts, zu dem ein Weistum aus dem Jahr 1650 vorliegt (Verfasste ordnung im gericht Hocheppan). Bereits aus dem Jahr 1490 ist die Gerichtsbezeichnung Alltenburg vnd Hocheppan urkundlich bezeugt.
1834 gab Kaiser Franz I. die Burg an Martin Teimer von Wildau als Lehen. 1911 ging Hocheppan in den Besitz der Grafen Enzenberg über, die den Baubestand konsolidierten und teilweise auch restaurierten. 2016 erwarb die Gemeinde Eppan die Burg zu einem Kaufpreis von rund 3,5 Millionen Euro.

## Anlage

### Burg Hocheppan
Der Zugang der über Jahrhunderte erweiterten Burg wird im Norden durch ein komplexes System von Vorwerken mit Geschütztürmen aus dem späten Mittelalter geschützt, das zu großen Teilen aus dem 16. Jahrhundert stammt. Außerhalb des eigentlichen Mauerberings schützt ein offenes Rondell, das mit Feuerwaffen verteidigt werden konnte, die Anlage. Dominant ist der hohe und in Tirol seltene fünfeckige Bergfried, dessen Bestand durch einen tiefen Riss im Mauerwerk gefährdet ist.

### Burgkapelle
Die Fresken der Burgkapelle gehören zu den besterhaltenen Fresken Tirols. Auf Innen- und Außenwänden sind Szenen aus dem Leben Jesu und der Apostel sowie weitere biblische Szenen, wie die klugen und die törichten Jungfrauen, abgebildet.

### Kreidenturm
Etwa zehn Fußminuten vor Hocheppan befindet sich der Kreidenturm, ein separates Vorwerk von Hocheppan (Standort: ⊙). Es besteht aus einem sehr hohen, weiß gekalkten Turm aus dem 13. Jahrhundert, der wohl in ursprünglicher Höhe erhalten ist und von einer kleinen Ringmauer umgeben wird. Sein Name rührt von der früheren Funktion als mit Kreidfeuer versehenem Signalturm.

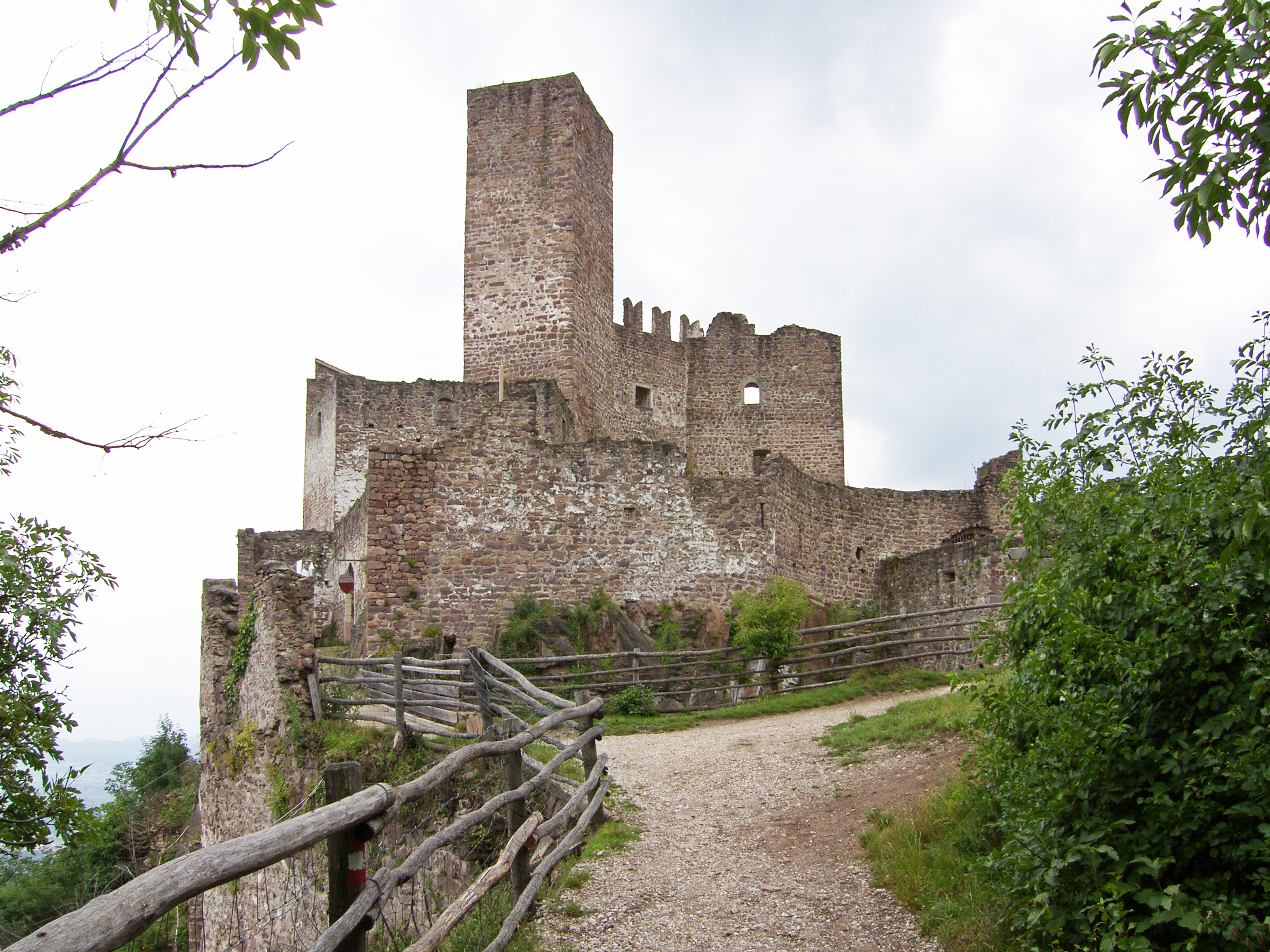
Die Eingangsseite
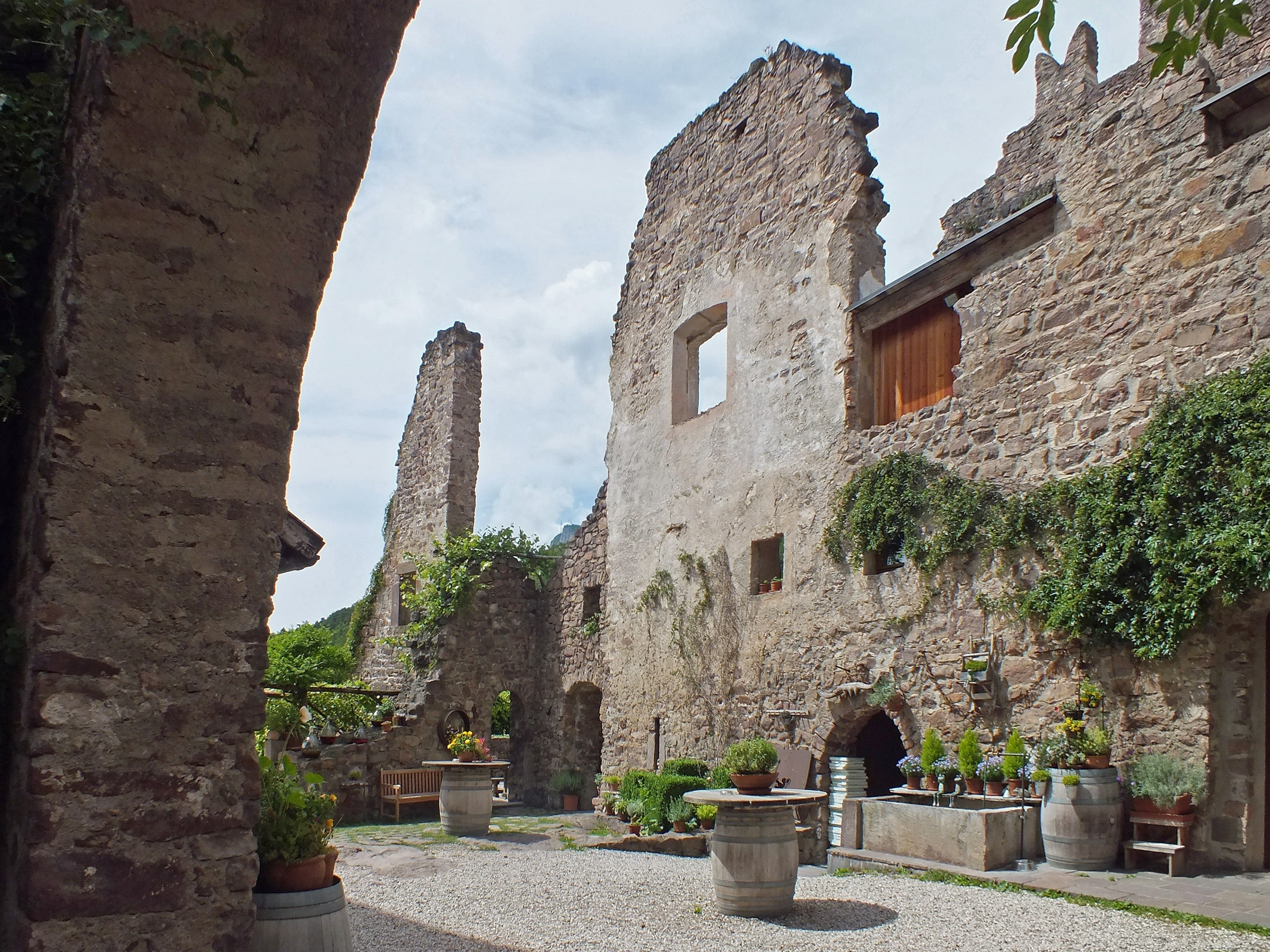
Im Burghof
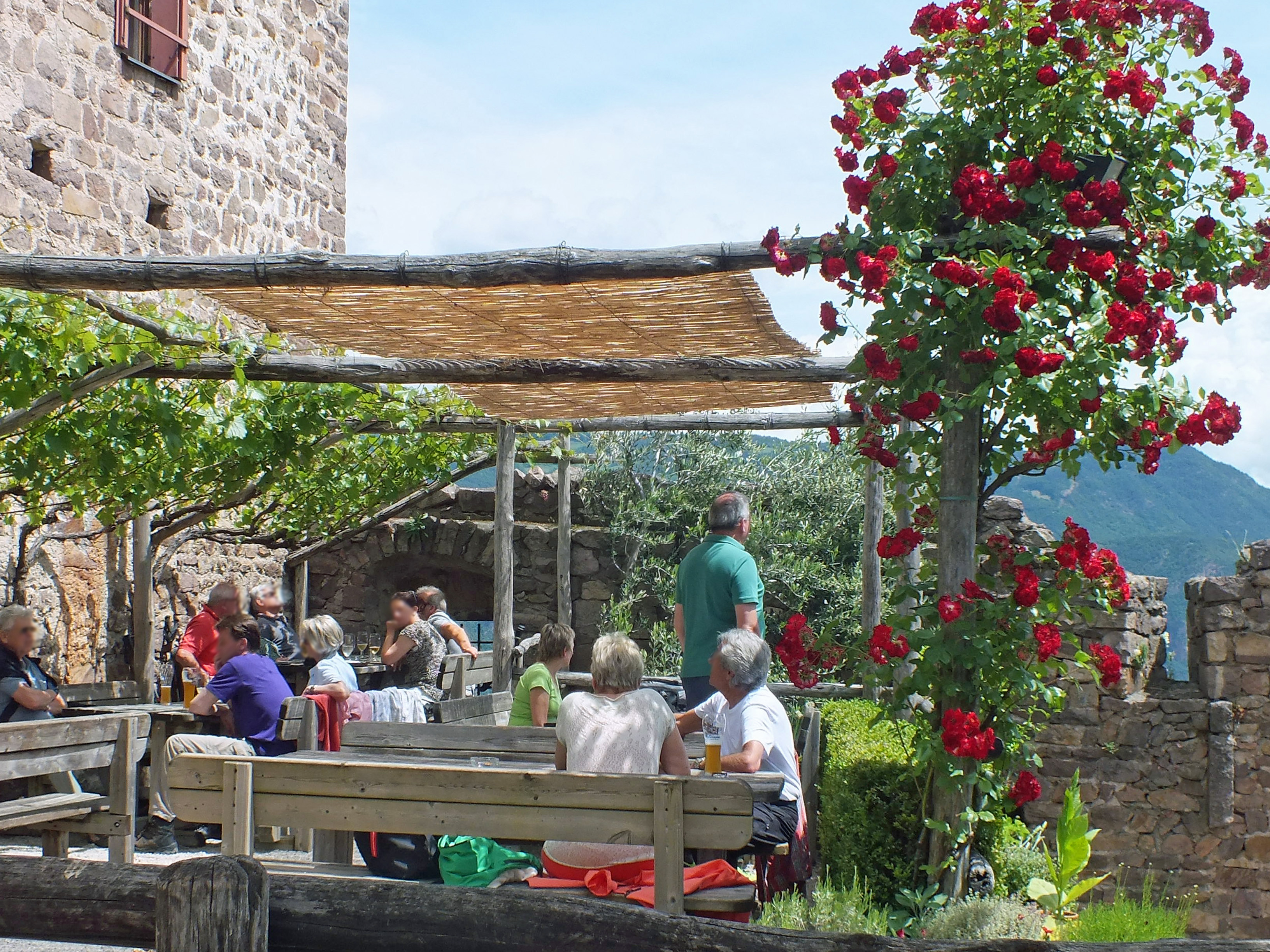
Freisitz der Burgschenke
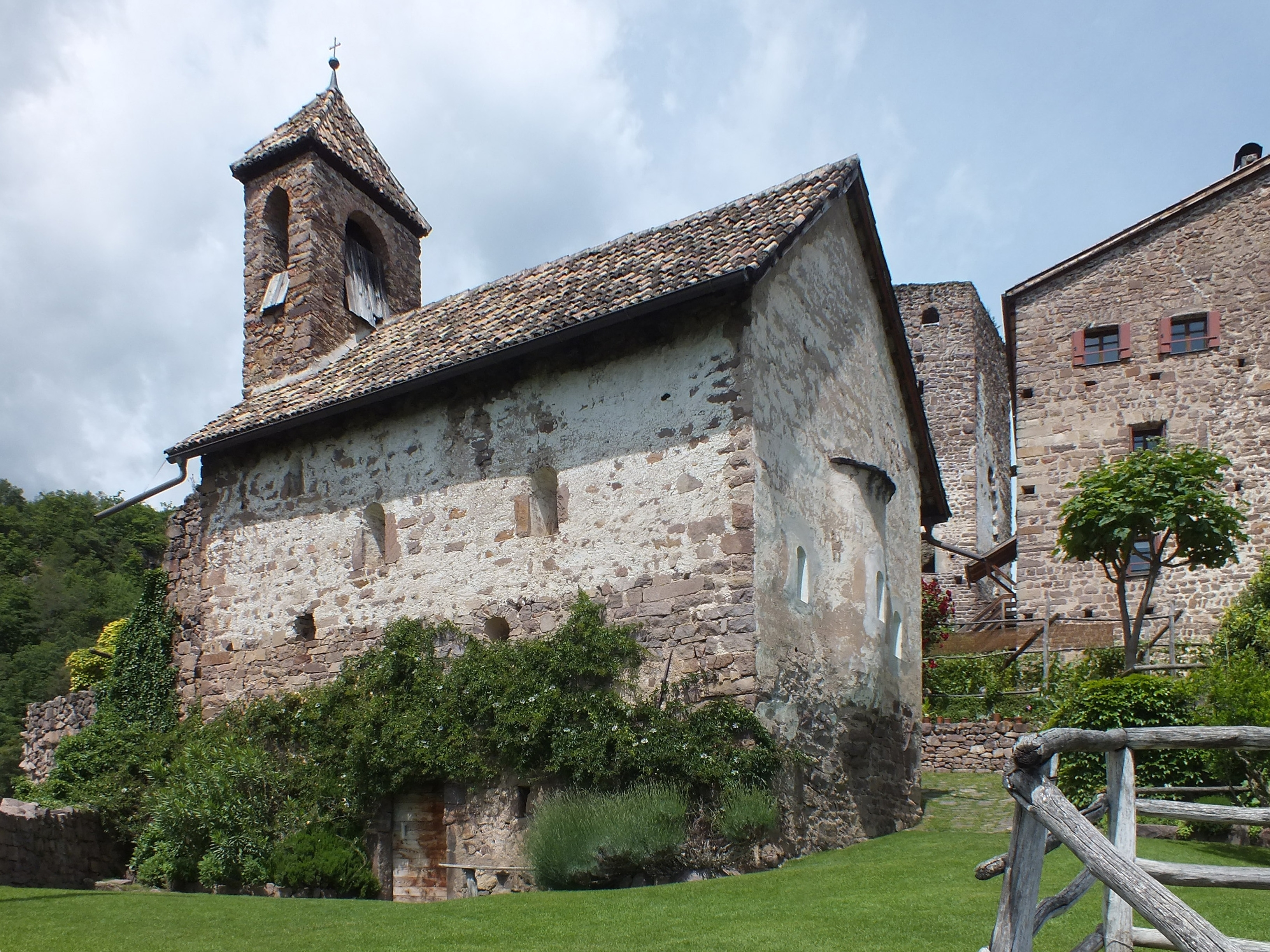
Die Burgkapelle
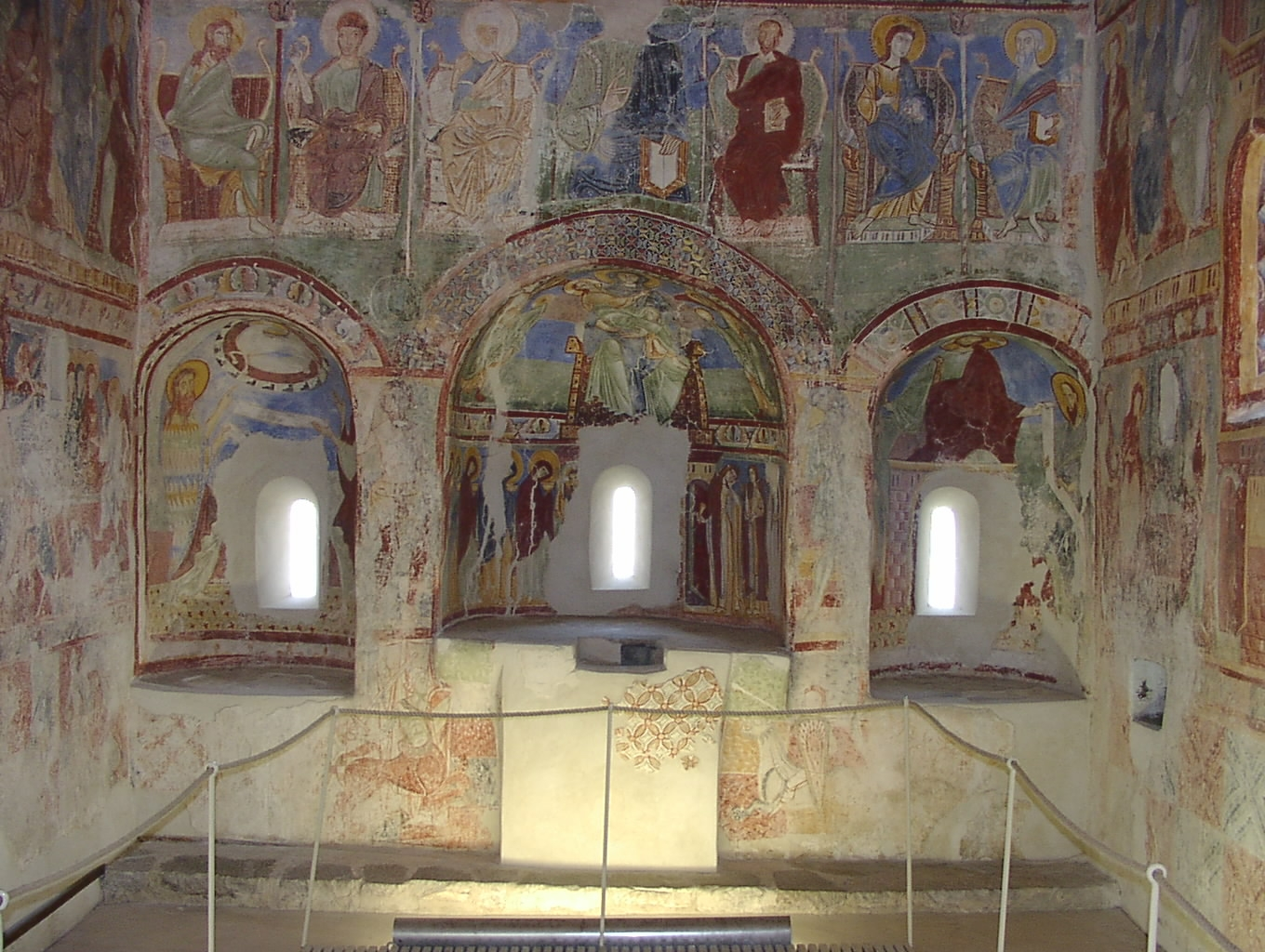
Fresken in der Burgkapelle
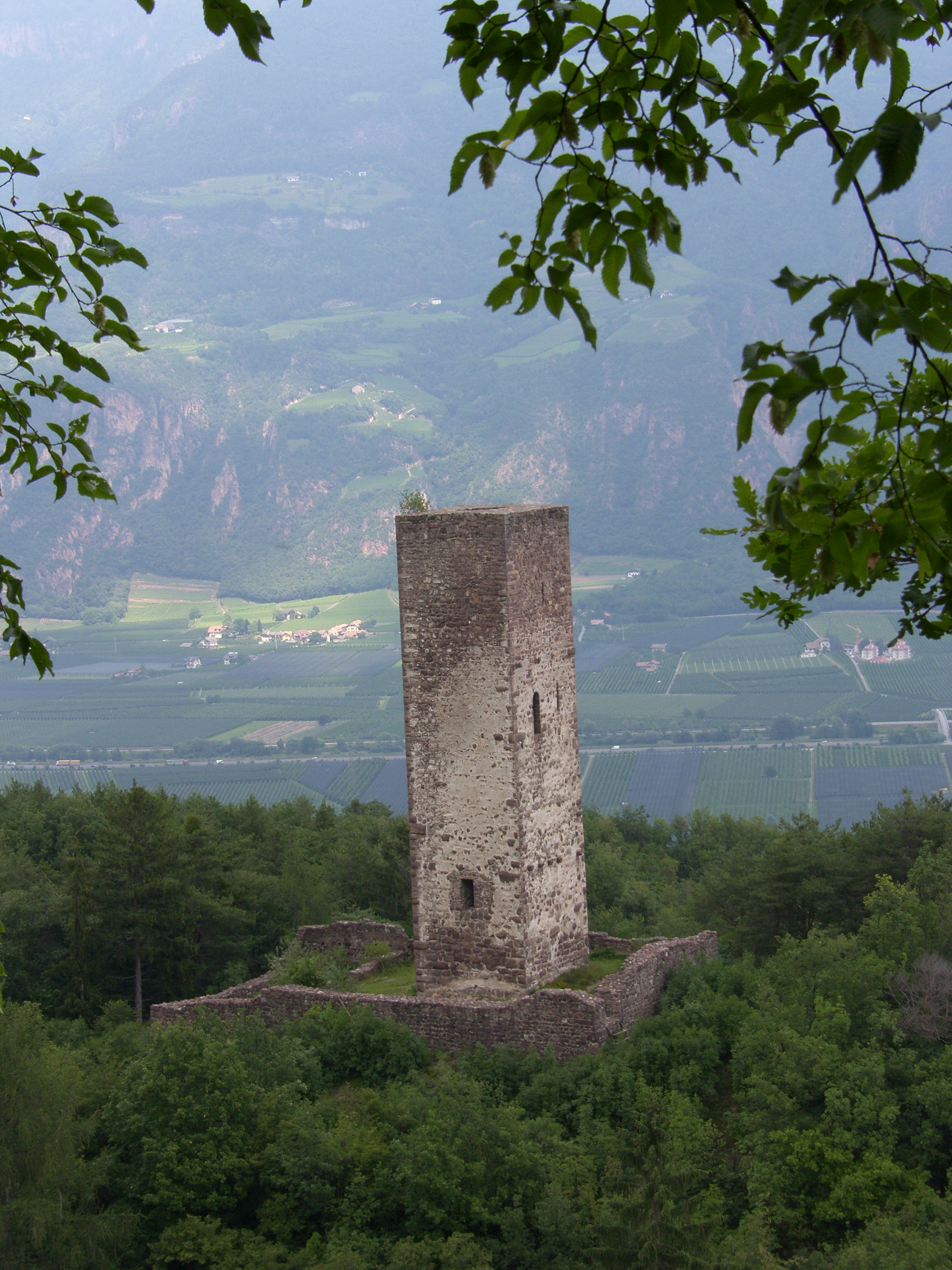
Der Kreidenturm

## Literarische Rezeption
1897 veröffentlichte Johann Steck seinen Roman Hocheppan, seiner Grafen Trutz und Sturz. Als „geschichtliche Erzählung“ konzipiert, verarbeitete Steck darin in spätromantischer Manier, aber durchaus faktenbezogen insbesondere die kriegerischen Auseinandersetzungen zwischen den Grafen von Eppan und den Grafen von Tirol, die zum Niedergang der Eppaner führten.